# Sipani
Sipani Automobiles Ltd. war ein indischer Automobilhersteller, der überwiegend Klein- und Kleinstwagen produzierte. Nachdem es anfänglich Eigenkonstruktionen gefertigt hatte, ging es in den 1980er-Jahren dazu über, britische Fahrzeuge in Lizenz zu fertigen oder zu kopieren. Die Autos von Sipani wurden nicht exportiert. Die Markennamen lauteten Badal und Sipani.

## Unternehmensgeschichte
Das in der südindischen Stadt Bangalore ansässige Unternehmen wurde 1973 von Danesh Sipani unter der Bezeichnung Sunrise Automotive Industries Ltd. (auch: SAIL) gegründet. Einige Quellen berichten, der britische Automobilhersteller Reliant habe die Gründung finanziell und logistisch unterstützt.
In den ersten Jahren entstanden „sehr einfache“  drei- und vierrädrige Kleinstfahrzeuge mit Kunststoffkarosserie, deren Absatz auf den Bundesstaat Karnataka beschränkt blieb. In den frühen 1980er-Jahren wurde das Unternehmen in Sipani Automobiles umfirmiert; die neue Bezeichnung folgte dem Familiennamen des Unternehmensgründers. Zu dieser Zeit nahm der Betrieb die Lizenzproduktion des Reliant Kitten auf, die nahezu zehn Jahre anhielt, sich aber nicht als wirtschaftlich erfolgreich erwies. Sipani machte in dieser Zeit regelmäßig Verluste. In den 1990er-Jahren montierte Sipani schließlich kurzfristig britische Mittelklasseautos. Das Unternehmen wurde im Jahr 2000 nach Eintritt der Zahlungsunfähigkeit aufgelöst.

## Die einzelnen Modelle

### Badal
Die ersten beiden Modelle des Unternehmens, die noch von Sunrise stammten, trugen die Bezeichnung Badal (Hindi für Wolke). Es handelte sich um zwei unterschiedliche Fahrzeuge, die in konstruktiver Hinsicht keine Gemeinsamkeiten hatten.

#### Badal

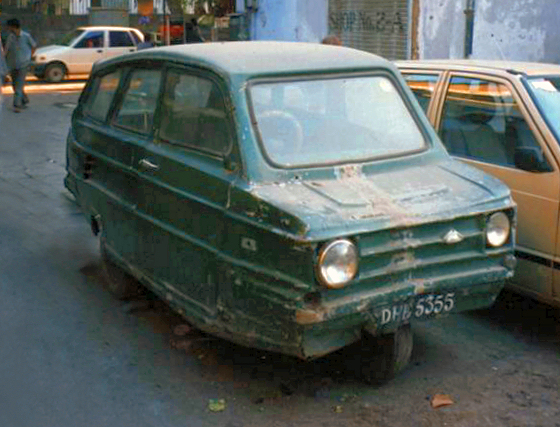
Sipani Badal

Der erste Badal, der 1975 vorgestellt wurde, war ein Dreirad, das über ein gelenktes Vorderrad und über zwei angetriebene Hinterräder verfügte. Das Fahrzeug basierte auf einem Y-förmigen Stahlrahmen, auf dem die kombiartige Karosserie montiert war. Als Antrieb diente ein Einzylinder-Zweitaktmotor italienischer Herkunft mit einem Hubraum von 0,2 Litern, der über der Hinterachse montiert war. Seine Leistung betrug 10 PS. Über dem Motor befand sich der Benzintank. Die Bremsen wirkten nur auf die Hinterräder. Der Badal hatte eine dreitürige Karosserie aus glasfaserverstärktem Kunststoff. Auf der Fahrerseite befand sich nur eine Tür, auf der Beifahrerseite waren dagegen zwei Türen vorgesehen. Der untere Teil der Heckverkleidung konnte komplett hochgeklappt werden. Das Leergewicht des 3,1 m langen Autos wurde mit 400 kg angegeben, die Höchstgeschwindigkeit mit 75 km/h. Einige Quellen behaupten, das Auto habe in konstruktiver Hinsicht eine „lose Verwandtschaft“ zum dreirädrigen Reliant Robin gehabt, andere sehen in ihm eine voll verkleidete Version eines indischen Autorikscha.
Der Produktionsumfang des dreirädrigen Badal ist nicht bekannt. Einige Quellen behaupten, er habe am Markt keinen Erfolg gehabt.

#### Badal 4
Das zweite Modell von Sunrise, der Badal 4, wurde 1981 vorgestellt. Es handelte sich um vierrädriges Fahrzeug mit viertüriger Kunststoffkarosserie. Der Motor – wiederum ein 0,2 Liter großer Einzylinder, der 7 kW (10 PS) leistete – war über der Vorderachse eingebaut; er trieb die Hinterräder an. An den einzeln aufgehängten Vorderrädern wurden Schraubenfedern installiert, hinten verwendete der Badal eine blattgefederte Starrachse. Der eckig gestaltete Aufbau hatte in stilistischer Hinsicht keine Ähnlichkeit mit dem früheren dreirädrigen Modell, das gelegentlich als verschnörkelt beschrieben worden war. Das Leergewicht des Fahrzeugs betrug 500 kg, die Höchstgeschwindigkeit lag bei 60 km/h.
Auch der vierrädrige Badal verkaufte sich nicht gut. Er blieb nur ein Jahr lang in Produktion.

### Sipani Dolphin

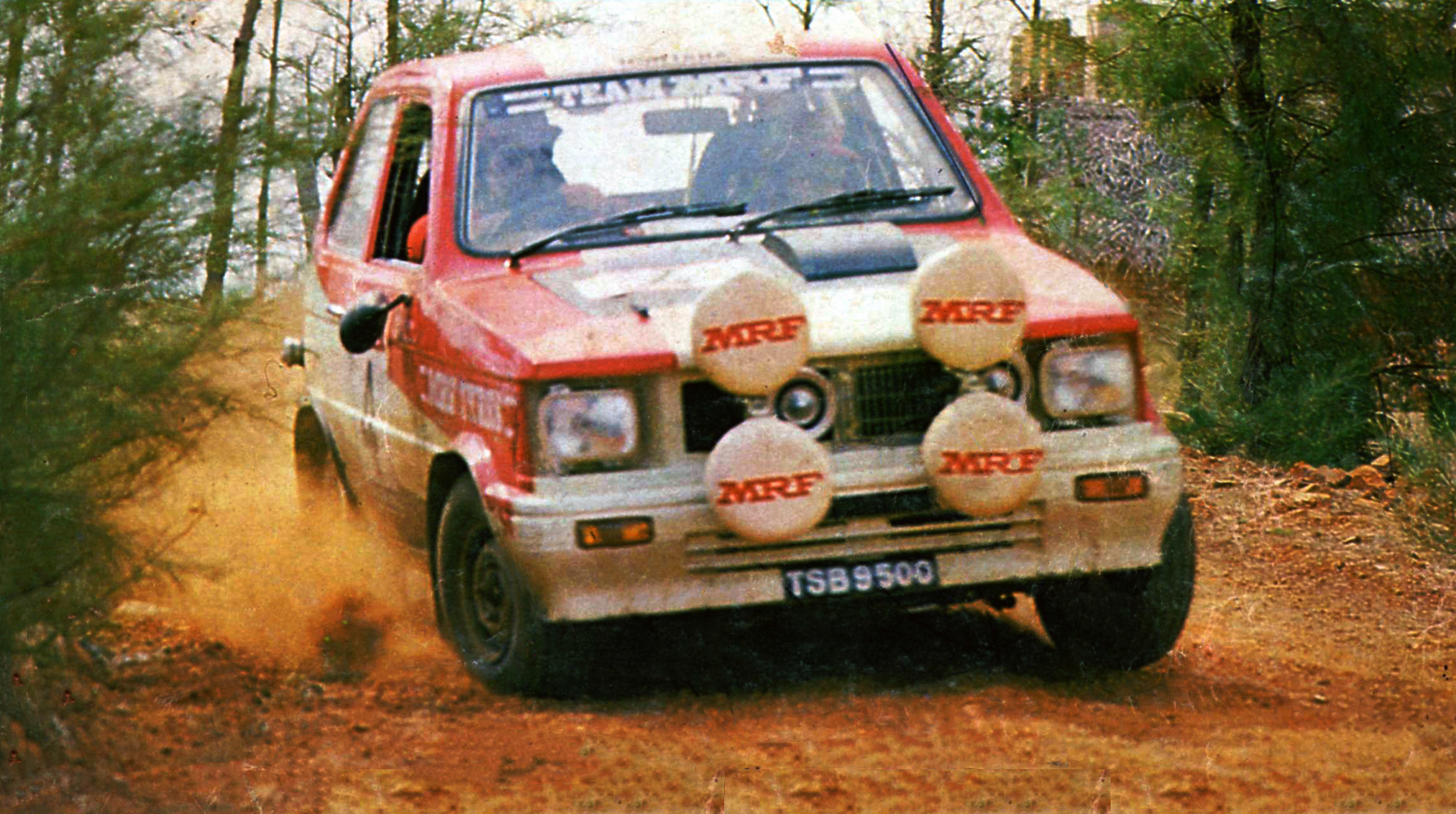
Sipani Dolphin im Motorsport

Nach der Umbenennung des Unternehmens präsentierte Sipani 1982 ein neues Modell, das ein höheres technisches Niveau erreichte als seine Vorgänger. Der Sipani Dolphin war eine Lizenzproduktion des britischen Reliant Kitten, der seinerseits die vierrädrige Version des Dreirads Robin darstellte. Wie der Kitten, hatte der Dolphin einen Stahlrahmen, auf dem eine zweitürige Kunststoffkarosserie montiert war. Sie glich der des Kitten vollständig. Als Antrieb diente ein 0,8 Liter großer Vierzylindermotor von Reliant, der 29 kW (39 PS) abgab. Der Dolphin hatte weder Scheibenbremsen noch Bremskraftverstärker und galt als technisch veraltet. Die Höchstgeschwindigkeit des Autos betrug 108 km/h.
Der Sipani Dolphin wurde wiederum nur in geringen Stückzahlen produziert. Als Grund für den geringen Erfolg des Wagens sehen Beobachter den Umstand, dass er anfänglich nur als Zweitürer angeboten wurde, während der indische Markt viertürige Autos bevorzugte. Hinzu kam, dass er deutlich teurer war als der größere und leistungsstärkere Padmini von Premier, der eine viertürige Stufenheckkarosserie aufwies.

### Sipani Montana

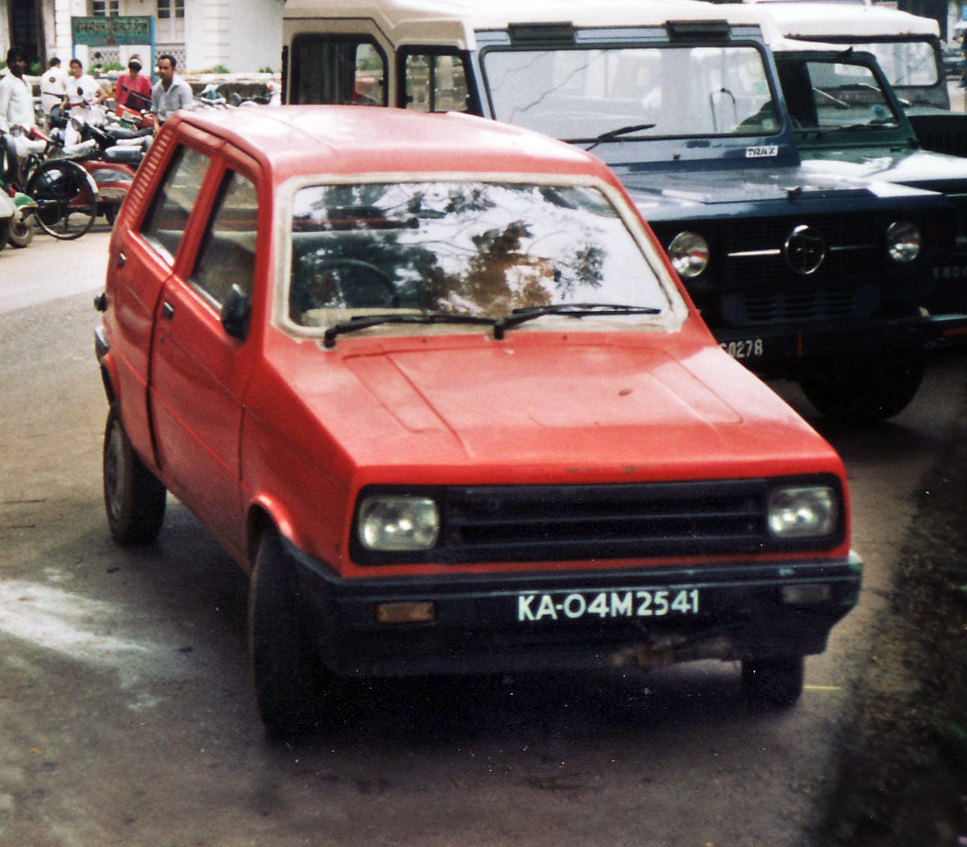
Sipani Montana

Der 1985 vorgestellte Montana war eine fünftürige Version des Dolphin. Sie wurde nur sehr kurzzeitig angeboten.

### Sipani Montana D1
Der 1987 vorgestellte Montana D1 war eine Weiterentwicklung des Montana. Das Auto basierte in technischer Hinsicht nach wie vor auf dem britischen Reliant Kitten, hatte aber eine eigenständige Karosserie. Die Frontpartie wurde in bewusster Anlehnung an den in Indien erfolgreichen Daihatsu Charade gestaltet. Als Antrieb stand neben dem bekannten Vierzylinder-Ottomotor von Reliant nun ein Dreizylinder-Dieselmotor zur Verfügung, der von Mitsubishi bezogen wurde. Das 0,9 Liter große Triebwerk, das ursprünglich für die Verwendung in Kleintraktoren konzipiert worden war, leistete 15 kW (20 PS). Mit ihm erreichte der Wagen eine Höchstgeschwindigkeit von 80 km/h. Die Produktion des Montana endete 1994.

### Sipani Montego

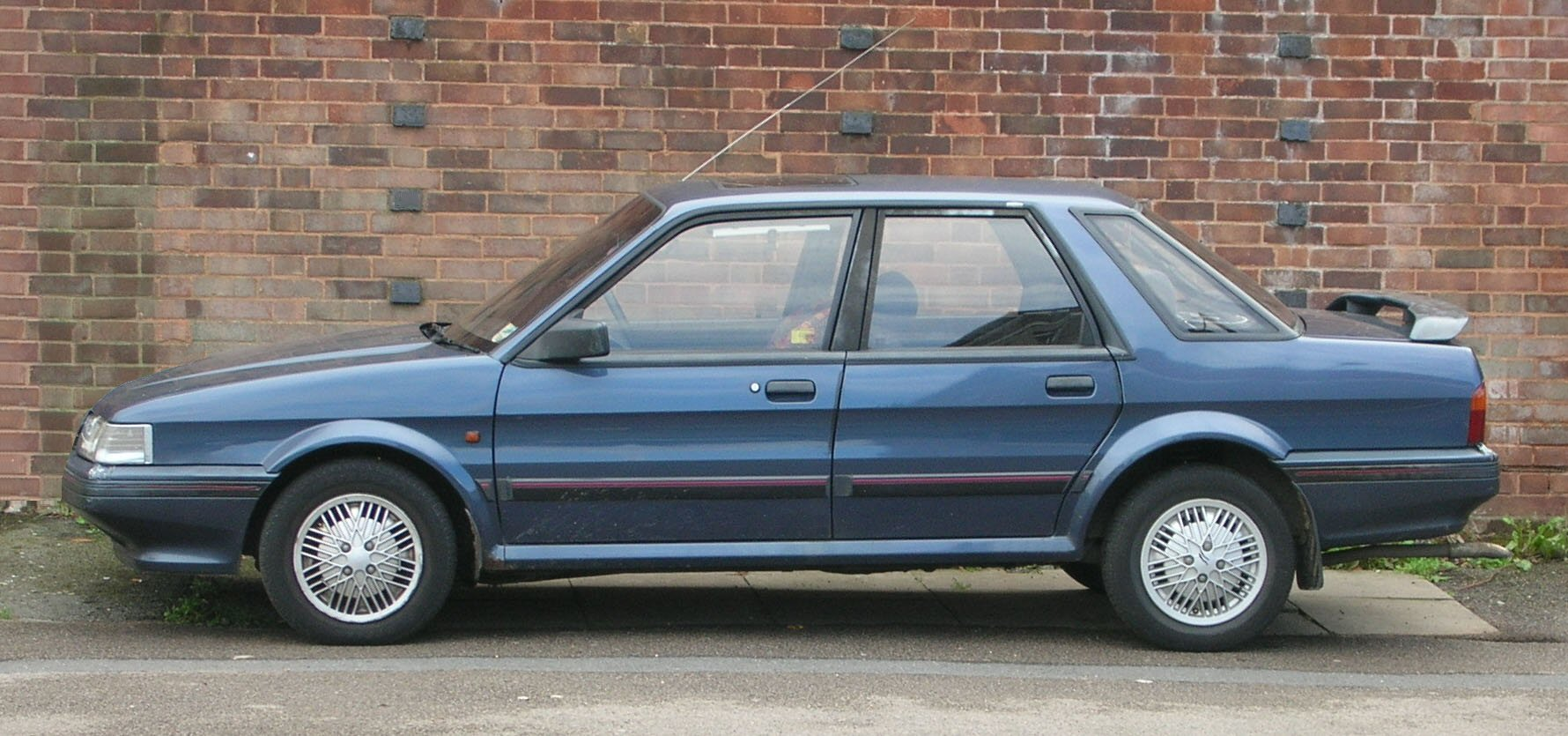
Montego Saloon

1995 begann Sipani mit der Produktion des Austin Montego, dessen Fertigung in Großbritannien im Jahr zuvor eingestellt worden war. Es handelte sich um eine Herstellung im CKD-Verfahren: Die Autos wurden in Bangalore aus Teilen zusammengesetzt, die aus Großbritannien angeliefert wurden. Sipani bot sowohl die viertürige Limousine als auch den fünftürigen Kombi an. Als Antrieb diente ausschließlich ein 1,8 Liter großer Dieselmotor mit einer Leistung von 81 PS. Auch dieses Modell war nicht erfolgreich: Sipani stellte 1995 nur 259 Exemplare des Montego her, in den folgenden 15 Monaten kamen lediglich 51 weitere Fahrzeuge hinzu. 1996 endete die Produktion. Sipanis Pläne, auch den Rover 400 und den Land Rover in Indien zu fertigen, ließen sich nicht realisieren.